# 馬德拉布烏塔爾烏帕齊拉
馬德拉布烏塔爾乌帕齐拉是孟加拉国吉大港縣的一个乌帕齐拉，位於吉大港专区的堅德布爾縣。。

## 人口
據1991年孟加拉國人口普查，馬德拉布烏塔爾共有戶數38,133戶，人口299935人。其中男性佔比49.31%，女性佔比50.69%；成年人口101,620人。該地7歲以上人口之平均識字率為36.1%。